# الجامعة التونسية للكرة الطائرة
الجامعة التونسية للكرة الطائرة (بالفرنسية: Fédération tunisienne de volley-ball)‏ تأسست في جوان 1956 وتضم 41 نادياً.

## الدور
تتولى الجامعة التونسية للكرة الطائرة المهام التالية:
- ضمان، في إطار السياسة الرياضية التي تحددها وزارة الشباب والرياضة، تعليم ممارسة رياضة الكرة الطائرة ونشرها وتعميمها وتطويرها المستمر.
- تنظيم مسابقات أو أي شكل آخر من أشكال الأنشطة الرياضية المتعلقة بالكرة الطائرة لصالح الاتحادات المنتسبة إليها.
- تنظيم المسابقات الوطنية والدولية والحفاظ على جميع العلاقات مع مختلف الاتحادات الأجنبية والمنظمات المتخصصة.

## المكتب الجامعي
يتكون المكتب الجامعي للفترة النيابية 2024 - 2028 من الشخصيات التالية:
- عبد المجيد الكيلاني جراد: رئيس الجامعة  و الناطق  الرسمي
- عبد المنعم بن علي: النائب الأول للرئيس
- إلياس الساحلي: النائب الثاني  للرئيس
- هاجر ونة: النائب الثالث   للرئيس
- ماهر السعيدي: أمين المال
- كريم التستوري: أمين مال مساعد
- بسام الفراتي: اللجنة الفنية
- توفيق بودية: لجنة البطولة والكأس والتحكيم
- نادرة محفوظ: لجنة القوانين و التأهيل والإجازات
- رياض الباجي: لجنة التأديب
- محمد قسيلة: لجنة الكرة الطائرة الشاطئية
- عبد المنعم بن علي: لجنة المنتخبات الوطنية للذكور
- إلياس الساحلي: لجنة الإستشهار وتنمية الموارد المالية ونشر اللعبة
- فتحي بن ظافر: اللحنة الطبية
- كريم التستوري: لجنة الرابطات
- عواطف مغيث: لجنة الأخلاقيات
- ماهرالسعيدي: لجنة الإعلام و الاتصال
- هاجر ونة: لجنة الكرة الطائرة النسائية ولجنة المنتخبات النسائية
- ماهر السعيدي: لجنة الرياضة والترفيه

## الرؤساء
| الفترة    | الرئيس                |
| --------- | --------------------- |
| 1956–1956 | محمد بن سليمان        |
| 1957–1965 | زين العابدين الدوعاجي |
| 1966–1970 | أحمد بلخوجة           |
| 1971–1978 | نور الدين سكندراني    |
| 1979–1980 | عادل بوصرصار          |
| 1981–1988 | الشاذلي زويتن         |
| 1989–1994 | بشير كدوس             |
| 1997–1998 | محمد علي فرح          |

| الفترة    | الرئيس          |
| --------- | --------------- |
| 1998–2006 | بشير لوزير      |
| 2006–2009 | سليم بن يوسف    |
| 2009–2016 | منير بن سليمان  |
| 2016–2021 | فراس الفالح     |
| 2021–2023 | محسن بن طالب    |
| 2023–2024 | منير بن سليمان  |
| 2024–2028 | عبد المجيد جراد |

## البطولات المنظمة

### بطولات الرجال
- بطولة تونس للكرة الطائرة للرجال.
- بطولة تونس للكرة الطائرة للرجال الدرجة الثانية.
- كأس تونس للكرة الطائرة للرجال.
- كأس السوبر التونسي للكرة الطائرة للرجال.
- كأس الجامعة التونسية للكرة الطائرة للرجال.

### بطولات السيدات
- بطولة تونس للكرة الطائرة للسيدات.
- بطولة تونس للكرة الطائرة للسيدات الدرجة الثانية.
- كأس تونس للكرة الطائرة للسيدات.
- كأس السوبر التونسي للكرة الطائرة للسيدات.
- كأس الجامعة التونسية للكرة الطائرة للسيدات.

## المنتخبات

### منتخبات الرجال
- منتخب تونس لكرة الطائرة.
- منتخب تونس تحت 23 سنة لكرة الطائرة للرجال.
- منتخب تونس تحت 21 سنة لكرة الطائرة للرجال.
- منتخب تونس تحت 19 سنة لكرة الطائرة للرجال.

### منتخبات السيدات
- منتخب تونس لكرة الطائرة للسيدات.
- منتخب تونس تحت 23 سنة لكرة الطائرة للسيدات.
- منتخب تونس تحت 20 سنة لكرة الطائرة للسيدات.
- منتخب تونس تحت 18 سنة لكرة الطائرة للسيدات.

## وصلات خارجية
- الموقع الرسمي للجامعة التونسية للكرة الطائرة.